# Wargnies-le-Grand
Wargnies-le-Grand és un municipi francès, situat a la regió dels Alts de França, al departament del Nord. L'any 2006 tenia 1.051 habitants. Limita al nord amb Eth, al nord-est amb Bry, al sud-est amb Wargnies-le-Petit, al sud-oest amb Villers-Pol i al nord-oest amb Jenlain.

## Demografia
| 1962                                       | 1968 | 1975 | 1982 | 1990 | 1999 | 2006  |
| ------------------------------------------ | ---- | ---- | ---- | ---- | ---- | ----- |
| 770                                        | 782  | 782  | 1000 | 1018 | 1048 | 1 051 |
| Des de 1962: població sense dobles comptes |      |      |      |      |      |       |

## Administració
| Període   | Identitat       | Partit |
| --------- | --------------- | ------ |
| 2001-2008 | Bernard Dupont  |        |
| 2008-     | Catherine Morel |        |